# Damogen Furies
Damogen Furies è il quattordicesimo album in studio del musicista britannico Squarepusher, pubblicato nel 2015.

## Tracce
Testi e musiche di Tom Jenkinson.
1. Stor Eiglass – 4:32
2. Baltang Ort – 6:14
3. Rayc Fire 2 – 4:44
4. Kontenjaz – 3:44
5. Exjag Nives – 5:20
6. Baltang Arg – 6:50
7. Kwang Bass – 6:15
8. D Frozent Aac – 5:48